# 7e division de montagne (Allemagne)
Pour les articles homonymes, voir 7e division.
La  7e division de montagne (en allemand : 7. Gebirgs-Division) est une des divisions d'infanterie de montagne de l'armée allemande (Wehrmacht) durant la Seconde Guerre mondiale.

## Création et différentes dénominations
La 7. Gebirgs-Division a été créée le 15 novembre 1941 à Grafenwöhr en Bavière, à partir de la 99e division d’infanterie légère (99. leichte Infanterie-Division).

## Organisation

### Commandants successifs
| Date                                | Grade           | Commandant      |
| ----------------------------------- | --------------- | --------------- |
| 15 novembre 1941 - 19 décembre 1941 | Generalleutnant | Rudolf Konrad   |
| 19 décembre 1941 - 1er janvier 1942 | Generalmajor    | Wilhelm Weiss   |
| 1er janvier 1942 - Juin 1942        | Generalleutnant | Robert Martinek |
| 1er mai 1942 - 22 juillet 1942      | Oberst          | August Krakau   |
| 22 juillet 1942 - 10 septembre 1942 | Generalleutnant | Robert Martinek |
| 10 septembre 1942 - 8 mai 1945      | Generalleutnant | August Krakau   |

### Chefs d'état-major (Ia)
| Date                                 | Grade           | Commandant             |
| ------------------------------------ | --------------- | ---------------------- |
| 15 novembre 1941 - 25 septembre 1943 | Major           | Walter Schmidt         |
| 25 septembre 1943 - 10 décembre 1944 | Generalleutnant | Zdenko von Paumgartten |
| 10 décembre 1944 - 15 janvier 1945   | Major           | Eberhard Siebeck       |
| 5 janvier 1945 - Mai 1945            | Generalleutnant | Alfred Artmann         |

## Ordre de bataille
- Infanterie-Regiment 206
- Infanterie-Regiment 218
- Artillerie-Regiment 82
- Feldersatz-Bataillon 99 (Bataillon de remplacement)
- Panzerjäger-Abteilung 99 (Bataillon anti-char)
- Aufklärungs-Abteilung 99 (Bataillon de Reconnaissance)
- Pionier-Bataillon 99 (Génie)

## Théâtres d'opérations
- 1942 : Opération Brückenschlag (Régiment 206)